# Hämmerli (azienda)
Hämmerli fu un costruttore d'armi svizzero con sede a Neuhausen am Rheinfall. Dal 2006 Hämmerli è una marca della società tedesca Umarex di Arnsberg. La produzione e la progettazione sono presso la Walther di Ulm.

## Storia
La società fu fondata nel 1863 dal fabbro Johann Ulrich Hämmerli (1824–1891) a Lenzburg. Dal 1863 diventa fornitore della Eidgenössische Militärverwaltung. 
Il figlio Jeanot acquisisce nel 1876 l'azienda assieme a Johann Hausch. Così la società si firma come Hämmerli & Hausch e dal 1921 come Rudolf Hämmerli & Co. Dopo la morte dell'imprenditore Rudolf Hämmerli (1886–1946) la società nel 1946 diventa Hämmerli & Co. AG e nel 1971 acquisita dalla Schweizerische Industrie Gesellschaft (SIG). 
Nell'anno 2000 la divisioni armi della SIG diventa della Lüke- und Ortmeier-Holding e nello stesso anno la Hämmerli diventa società autonoma con una nuova fondazione. 
La nuova Hämmerli AG si sposta nel 2001 a Zugo con fabbrica a Lenzburg. Successivamente nel 2003 presso Neuhausen am Rheinfall. 
La fabbrica di Lenzburg di 25.000 m² viene destinata ad altro uso. Nel 2006 la Hämmerli si fonde con la SAN Swiss Arms AG e la tedesca Umarex acquisisce il controllo del marchio.

## Prodotti

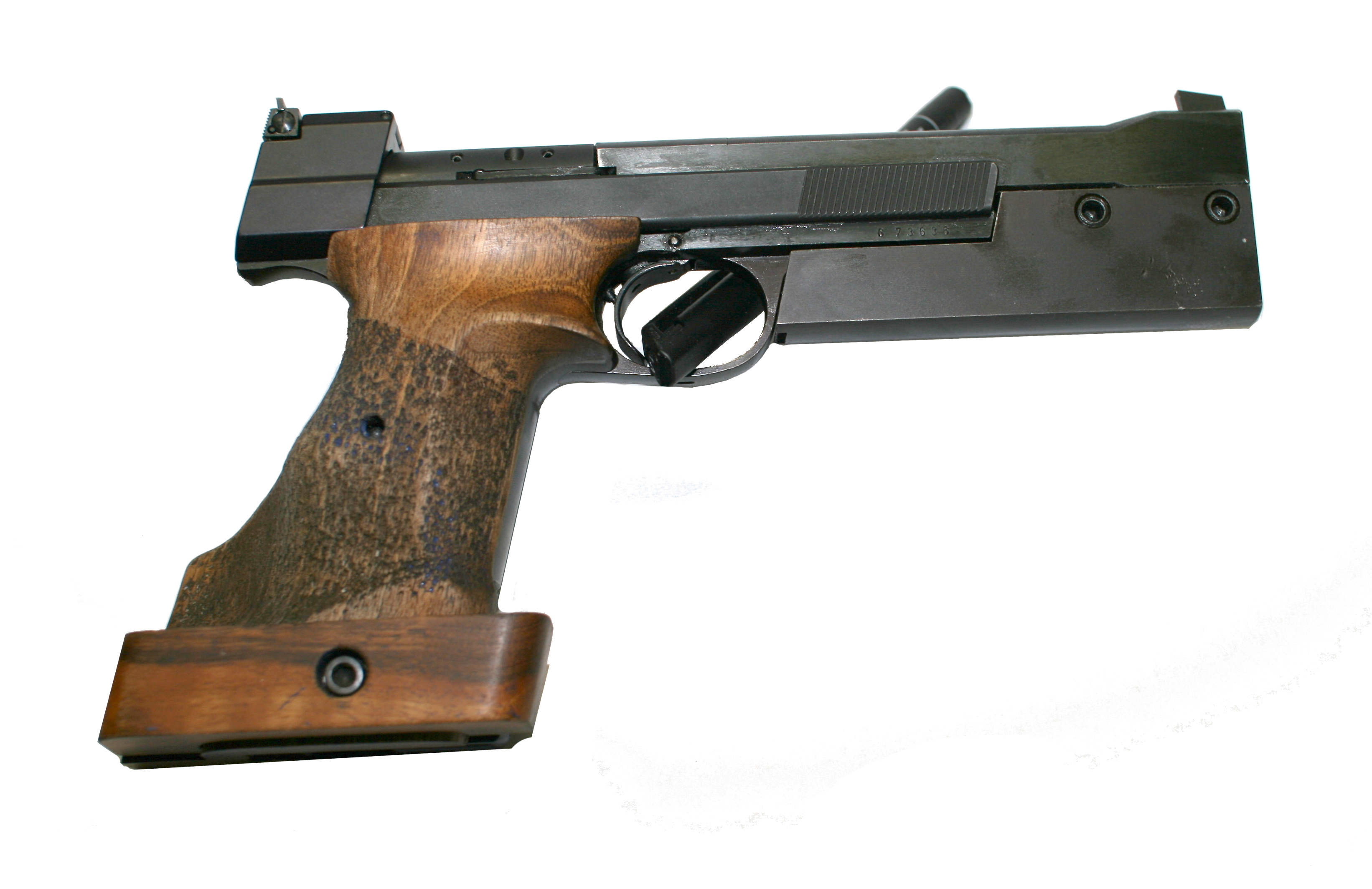
Hämmerli 215

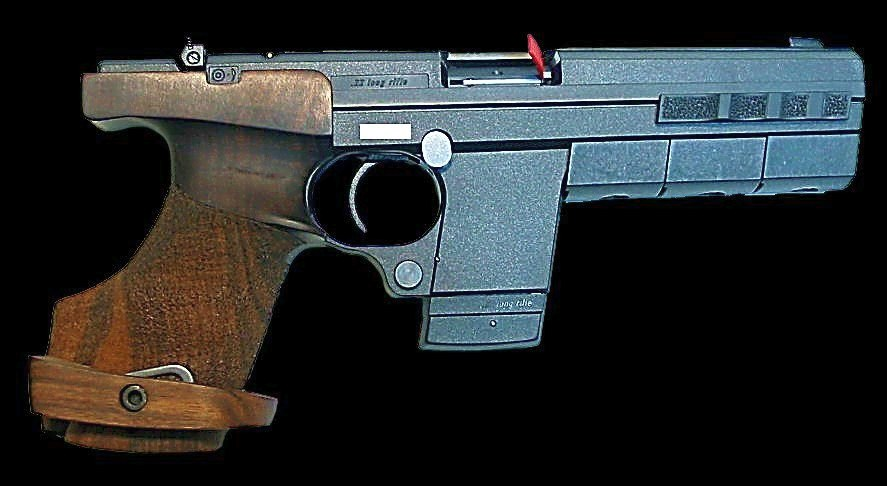
Hämmerli piccolo calibro Sport Pistole 280

L'azienda è nota da decenni per la costruzione di pistole da tiro a segno nelle disciplina a 50 metri con successi nazionali ed internazionali nelle competizioni sportive.. La serie più nota dell'azienda fu sviluppata in collaborazione con la Walther, la pistola automatica Hämmerli-Walther. Sviluppo che portò alla licenza, dal marzo 1950, di costruire armi automatiche alla Hämmerli da parte della Walther. Fino agli anni '60 la Hämmerli dovette pagare royalties alla Walther.
Accanto alle armi costruite dalla Hämmerli a Tiengen vi furono anche le pistole ad aria compressa, che dagli anni '60 ebbero successo nelle competizioni.

### Armi sportive
Pistole a colpo singolo:
- Hämmerli Freie Pistole MP33
- Hämmerli Freie Pistole 100 (USA: "Olympia Modell 52 Match)
- Hämmerli Freie Pistole 101/102/103
- Hämmerli Freie Pistole 104/105
- Hämmerli Freie Pistole 106/107
- Hämmerli Sportpistole 120 lang und kurz
- Hämmerli Freie Pistole 150/151/152 Electronic
- Hämmerli Freie Pistole 160/162 Electronic
- Hämmerli Matchpistole FP 10 / FP 60

Pistole multicolpo:
- Hämmerli-Walther Olympia Pistole 200
- Hämmerli-Walther 201/202
- Hämmerli-Walther 203 / Americal Model 204/205
- Hämmerli Schnellfeuerpistole International 206/207
- Hämmerli Standardpistole 208/208s/211
- Hämmerli Schnellfeuerpistole 209/210
- Hämmerli Jägerschaftspistole 212
- Hämmerli Standard- und Sportpistole 214/215/215s
- Hämmerli Schnellfeuerpistole 230/232
- Hämmerli Sportpistole 280
- Hämmerli Schnellfeuerpistole SP20/SP20 RRS
- Hämmerli Sportpistole x-esse
- SIG Hämmerli Selbstladepistole P220 KK
- SIG Hämmerli Sportpistole P240

Pistole a aria compressa e CO2:
- Hämmerli P1
- Hämmerli Sparkler
- Hämmerli Single
- Hämmerli Master
- Hämmerli Rapid
- Hämmerli Duell
- Hämmerli Prinz
- Hämmerli 480/480K/480K2/480 Junior
- Hämmerli AP40 Match/ AP40 Junior

Revolver:
- Hämmerli Dakota
- Hämmerli Virginian

### Armi militari
Hämmerli ha prodotto anche parti d'arma come la canna o altri componenti del SIG SG 550 dell'esercito svizzero.

### Armi per Polizia
Nel 1956 a Tiengen in Germania viene fondata la "Hämmerli GmbH Tiengen" come seconda fabbrica, per poter operare commercialmente nella Comunità europea, nella Associazione europea di libero scambio. Dal 1979 vengono prodotte parti d'arma per la SIG-Sauer come la pistola P220 e P225. Armi sviluppate dalla SIG di Neuhausen in calibro 9 × 19 mm Parabellum, assieme alla società controllata J. P. Sauer & Sohn sotto la collaborazione della Hämmerli GmbH di Tiengen e utilizzata da alcuni corpi di Polizia tedeschi.